# میشل باتیستا
میشل باتیستا (به انگلیسی: Michelle Batista)، هنرپیشه و مدل برزیلی است. باتیستا بیش‌تر برای بازی در سریال تجارت (۲۰۱۸–۲۰۱۳) برای شبکه اچ‌بی‌او شناخته شده‌است.